# Liste der Monuments historiques in Audignies
Die Liste der Monuments historiques in Audignies führt die Monuments historiques in der französischen Gemeinde Audignies auf.

## Liste der Bauwerke
| Bezeichnung | Beschreibung                  | Standort                                      | Kennzeichnung | Schutzstatus | Datum | Bild           |
| ----------- | ----------------------------- | --------------------------------------------- | ------------- | ------------ | ----- | -------------- |
| Schloss     | Erbaut ab dem 14. Jahrhundert | Chemin de Louvignies Chemin du Château (Lage) | PA00107350    | Inscrit      | 1984  | weitere Bilder |